# Adam Kunkel
Pour les articles homonymes, voir Kunkel.
Adam Kunkel (né le 24 février 1981 à Brockton[réf. nécessaire]) est un athlète canadien, spécialiste du 400 mètres haies. Il mesure 1,80 m pour 77 kg.

## Palmarès

### Jeux panaméricains
- Jeux Panaméricains de 2003 à Saint-Domingue ( République dominicaine)
  - 7e sur 400 m haies
- Jeux Panaméricains de 2007 à Rio de Janeiro ( Brésil)
  -  Médaille d'or sur 400 m haies

## Meilleures performances
- 60 m en salle : 6 s 86 	3 	Edmonton	12 fév 2006
- 100 m : 10 s 55 	 +1,6 	3 	Toronto	7 Jun 2000
- 200 m : 21 s 10 	 	3 	Victoria	11 Jun 2003
- 400 m : 46 s 44 	 	2 	NC	Ottawa	5 Aug 2006
- 110 m haies : 14 s 33 	+0,5 	1 	Sarnia (Ontario)	24 Jul 1998
- 400 m haies : 48 s 24 	NR	1 	PAG	Rio de Janeiro 27 juillet 2007

- Finaliste aux Championnats du monde d'athlétisme 2007 à Osaka